# Одељење
Одељење је најмања формацијска борбена јединица од 5 до 15 војника, са одговарајућим наоружањем и средствима; ређе је привремена јединица различитог састава, јачине вода или чете, или назив за орган штаба, односно установе. У Ратном ваздухопловству одељење је најмања организацијско-формацијска јединица.

## Борбена јединица
Одељење као борбена јединица (енгл. squad) исто је што и десетина.

## Привремена јединица
Одељење као привремена јединица образује се за извршење задатка у посебним условима. Може бити извиђачко, стражарско, заштитно и одељење за везу. Њихова јачина креће се од вода до чете.

## У штабу, команди или установи
Одељење штаба, команде или установе (енгл. section, department) је непосредни орган са одређеним делокругом рада: може бити обавештајно, оперативно, за мобилизацију, наставу, снабдевање итд. Одељење се обично дели на одсеке, зависно од обима послова и величине штаба, команде или установе.